# Platamartus
Platamartus – rodzaj chrząszczy z rodziny Kateretidae i podrodziny Kateretinae.

## Morfologia
Chrząszcze o ciele podługowato-owalnym, spłaszczonym, czarnym z rdzawobrązowymi odnóżami i częściowo czułkami. U samców czułki są znacznie dłuższe niż u samic. Głaszczki szczękowe mają wysmuklony człon wierzchołkowy. Szersze niż dłuższe przedplecze cechuje się niewystającymi kątami przednimi, wyraźnie piłkowanymi krawędziami bocznymi, wydatnymi kątami tylnymi, prawie prostą do lekko zakrzywionej krawędzią tylną oraz obecnością na dysku grubych, większych od omatidiów punktów. Przedpiersie mierzone z wyłączeniem wyrostka międzybiodrowego wciąż jest dłuższe od śródpiersia. Długie, smukłe odnóża mają pięcioczłonowe stopy zwieńczone niezmodyfikowanymi, pozbawionymi ząbków nasadowych pazurkami. Odwłok zarówno u samców, jak i u samic cechuje się obecnością kępek szczecinek pośrodku sternitów trzeciego, czwartego i piątego. Samiec ma odsłonięty ósmy tergit. Samica dysponuje pokładełkiem o krótkich stylikach.

## Ekologia i występowanie
Larwy przechodzą rozwój w kwiatach, jednak ich roślina pokarmowa pozostaje niepewna. Postacie dorosłe żerują na kwiatach turzyc.
Rodzaj wschodniopalearktyczny, znany z syberyjskiej i dalekowschodniej części Rosji oraz japońskiej wyspy Honsiu.

## Taksonomia
Takson ten wprowadzony został w 1892 roku przez Edmunda Reittera. Obejmuje dwa opisane gatunków:
- Platamartus jakolewi Reitter, 1892
- Platamartus solskyi Kireitshuk, 1984